# 中国共产党外交部巡视工作领导小组办公室
中国共产党外交部巡视工作领导小组办公室（英語：Office of the Leading Group for Conducting Inspections in the Foreign Ministry），是中国共产党外交部委员会直接领导的机关，统筹、协调、参加外交部巡视组工作，承担外交部巡视工作政策研究、制度建设等工作，履行《中国共产党巡视工作条例》规定的其他职责。

## 历任主任
- 卞立新（2018－2021）
- 岳斌（2021－2023.10）
- 陈学明（2023.10－）